# Paragomphus alluaudi
Paragomphus alluaudi – gatunek ważki z rodziny gadziogłówkowatych (Gomphidae).